# Адамс, Нил
Нил Адамс (англ. Neal Adams; 15 июня 1941, Манхэттен, Нью-Йорк — 28 апреля 2022, Нью-Йорк, Нью-Йорк) — американский сценарист и художник комиксов, известный работой над созданием современных образов персонажей DC Comics (Супермена, Бэтмена, Зелёной стрелы); один из основателей студии Continuity Associates; один из создателей-правозащитников, которые помогли обеспечить пенсию и признание создателям Супермена Джерри Сигелу и Джо Шустеру.
Был введен в Зал Славы Уильяма Айснера в 1998 году и в Зал Славы Джека Кирби в 1999 году.

## Биография
В 1962 году Адамс работал над комиксами Ben Casey в газете NEA, которые считаются началом его профессиональной карьеры. Комиксы были основаны на популярном в то время медицинском сериале. Вскоре он получил собственную чёрно-белую колонку в газете, первая запись в которой датирована 26 ноября 1962 года, а с 20 сентября 1964 года колонка стала цветной.
Одной из его первых работ в индустрии книг комиксов стали чёрно-белые хоррор-комиксы издательства Warren Publishing, под редакцией Арчи Гудвина. Адамс дебютировал как художник-график и контуровщик в восьмистраничном сюжете «Curse of the Vampire» выпуска Creepy #14 (апрель 1967 года). Вместе с Гудвином они работали ещё над двумя сюжетными линиями в Eerie #9 (май 1967) и Creepy #15 (июнь 1967 года). В это же время Адамс получил предложение о работе в DC Comics. Тогдашний редактор издательства Джо Куберт заметил Адамса и посчитал его наиболее подходящим на роль создателя комиксов о войне, которые были популярны в то время. Уже как художник DC, Адамс дебютировал в сюжете «It’s My Turn to Die», написано Говардом Лиссом в антологии серии Our Army at War #182 (июль 1967 года).

Обложка выпуска Green Lantern & Green Arrow #76 (апрель 1970 года) — первое появление дуэта Зелёной стрелы и Хэла Джордана

В то время зарождался новый период в истории комиксов, известный как Серебряный век, и Адамс попал в его обойму. Он работал над серией о Супермене, начиная с номера Action Comics #356 (ноябрь 1967 года), а также Superman’s Girl Friend, Lois Lane #79 (ноябрь 1967 года). Вскоре Адамс объединился с писателем Гарднером Фоксом, вместе с которым они создали нового персонажа — Удлиняющегося человека в выпуске Detective Comics #369, а позже продолжил работу над комиксами о Бэтмене, введя ещё одного персонажа — Спектра, который появился на обложке выпуска The Brave and the Bold #75 в январе 1968 года. Другим прорывом Адамса стал Дэдмен, который дебютировал в Strange Adventures #205 в ноябре 1968 года. За создание персонажа вместе с художником Кармином Инфантино, Нил Адамс получил премию Alley Award за новые перспективы, привнесенные в комикс-искусство.
Продолжая работать в DC, Адамс начал внештатно работать и в другой компании — Marvel Comics в 1969 году. В качестве графика он работал над историями о команде супергероев-мутантов — Люди Икс. Такая работа одновременно в двух крупнейших компаниях была кране редкой в те дни, отчего многие авторы использовали псевдонимы, от которого Адамс намеренно отказался. Во время работы в Marvel Адамс вместе с Роем Томасом выиграли награду Alley Awards как лучший художник и лучший писатель соответственно за серию о Людях Икс.
Одной из самых заметных работ Адамса считается работа над серией о Зелёном Фонаре и совместной серии Зелёного Фонаря/Зелёной стрелы, к которой Адамс присоединился после второго выпуска и которая стала показательной — объединения двух разных героев случалось нечасто.
Скончался Н. Адамс 28 апреля 2022 года.

## Награды и признание
Первая обложка Дэдмена под авторством Нила Адамса получила премию Alley Award за лучшую обложку. Команда Бэтмена и Дэдмена в выпуске The Brave and the Bold #79 (сентябрь 1978 года), сценарист Нил Адамс и художник Боб Хейни, получила премию Alley Award за лучший полнометражный сюжет, а в 1979 году Адамс получил ещё одну награду Alley Award как лучший художник-график за комикс о Дэдмене, и в том же году попал в Зал Славы Alley Award, а также получил специальную награду «За новые перспективы в развитии комикс-искусства».
В 1970 году Нил Адамс выиграл премию Shazam Awards за лучший индивидуальный сюжет («No Evil Shall Escape My Sight», выпуск Green Lantern vol. 2, #76 вместе с Деннисом О’Нилом), и как лучший художник-график. В 1971 году Адамсу досталась ещё одна премия за лучшую индивидуальную историю («Snowbirds Don’t Fly», выпуск Green Lantern vol. 2, #85, вместе с О’Нилом).
В 1976 году он получил награду Inkpot Award как лучший художник комиксов, и в 1977 и в 1978 получил Eagle Awards в той же номинации. Нил Адамс вместе с Деннисом О’Нилом был отмечен в Зале Славы Уильяма Айснера в 1998 году, и в Зале Славы Джека Кирби в 1999 году.